# Deyme
Deyme är en kommun i departementet Haute-Garonne i regionen Occitanien i södra Frankrike. Kommunen ligger i kantonen Montgiscard som tillhör arrondissementet Toulouse. År 2022 hade Deyme 1 412 invånare.

## Befolkningsutveckling
Antalet invånare i kommunen Deyme
Referens:INSEE